# Tournée de l'équipe de France de rugby à XIII en 1951
La tournée de l'équipe de France de rugby à XIII en 1951 est la première tournée d'une équipe de rugby à XIII représentant la France en hémisphère sud. Elle effectue une tournée en Australie et en Nouvelle-Zélande, et y remporte deux Test matchs contre l'Australie pour deux défaites contre cette même Australie et la Nouvelle-Zélande. Toutefois, cette tournée est un vrai succès populaire et sportif permettant à la France de détenir le trophée Courtney Goodwill récompensant la meilleure nation mondiale de rugby à XIII, considéré comme le titre officieux de champion du monde avant la création de la Coupe du monde en 1954. L'équipe de France, accompagnée par de nombreux journalistes français, effectue cette tournée sur une période de quatre mois entre mai et septembre 1951 et obtient un retour triomphal sur le port de Marseille. L'un de ses joueurs emblématiques de cette tournée, Puig-Aubert, obtiendra en fin d'année le trophée de Champion des champions de L'Équipe.

## Historique
En 1951, l'équipe de France de rugby à XIII part pour la première fois en tournée en Australie et en Nouvelle-Zélande.
Paul Barrière, jeune président de la fédération a demandé au maître australien d'inviter ses "petits coqs", afin de consacrer définitivement le schisme de Jean Galia, malgré le "coup bas" porté par la coupure de la guerre. Il défie même le monstre des antipodes en ces termes : "Vous ne serez pas déçu et vous ferez une bonne action."
L'audace de Paul Barrière finit par porter ses fruits : la fédération australienne accorde une invitation pour une longue tournée de quatre mois (départ le 14 mai, retour le 18 septembre), à cheval sur l'Australie et la Nouvelle-Zélande, dans l'été 1951. Double coup d'éclat : ce périple, imitant celui des footballeurs de 1930 partis en Uruguay, ajouta pour la première fois la compagnie de journalistes au chevet d'un sport d'équipe tricolore lancé par-dessus les océans. Sauf les délégations olympiques, nul groupement porteur du drapeau national n'avait, jusque-là, osé s'expatrier ainsi.
On s'y prépare avec ferveur, en puisant surtout dans le creuset des équipes qui viennent de dominer la saison : AS Carcassonne XIII, Lyon, le XIII Catalan, Marseille. Vingt-sept joueurs sont rassemblés, tous des seigneurs, chaperonnés par Antoine Blain, international en 1939, qui dirigea la tournée, par deux entraîneurs, Robert Samatan dit Bob la science flanqué de Jean Duhau.
Pendant cette tournée, l'équipe de France de rugby à XIII a donné une dimension au rugby à XIII hexagonal. Une dimension exceptionnelle de réputation mondiale saluée et reconnue unanimement en France et à l'étranger.
La victoire sur l'Australie par 35 - 14 au troisième test marquera la mémoire collective treiziste australienne.
À l'issue de cette tournée mémorable, l'équipe de France était sacrée officieusement championne du monde. Puig-Aubert entrait vivant dans sa légende. L'arrière de Carcassonne et du XIII de France devenait une vedette au même titre que Louison Bobet ou Alain Mimoun.

## Résultats
| Date            | Adversaire             | Résultat | Score | Spectateurs | Lieu        | Rapport |
| --------------- | ---------------------- | -------- | ----- | ----------- | ----------- | ------- |
| 23 mai 1951     | Monaro                 | Victoire | 12-37 | 5000        | Canberra    | [ 1 ]   |
| 26 mai 1951     | Newcastle              | Victoire | 8-12  | 21480       | Newcastle   | [ 2 ]   |
| 30 mai 1951     | Western Division       | Victoire | 24-26 | 5950        | Forbes      | [ 3 ]   |
| 2 juin 1951     | Sydney Firsts          | Égalité  | 19-19 | 44522       | Sydney      | [ 4 ]   |
| 6 juin 1951     | Riverina               | Défaite  | 20-10 | 4129        | Albury      | [ 5 ]   |
| 11 juin 1951    | Australie              | Victoire | 15-26 | 60160       | Sydney      | [ 6 ]   |
| 13 juin 1951    | Northern Division      | Victoire | 12-29 | 6000        | Armidale    | [ 7 ]   |
| 16 juin 1951    | Queensland Firsts      | Égalité  | 22-22 | 25867       | Brisbane    | [ 8 ]   |
| 19 juin 1951    | Central Queensland     | Victoire | 14-38 | 4598        | Rockhampton | [ 9 ]   |
| 24 juin 1951    | North Queensland       | Victoire | 17-50 | 11000       | Townsville  | [ 10 ]  |
| 27 juin 1951    | Wide Bay               | Victoire | 19-44 | 4500        | Bundaberg   | [ 11 ]  |
| 30 juin 1951    | Australie              | Défaite  | 23-11 | 35000       | Brisbane    | [ 12 ]  |
| 3 juillet 1951  | Brisbane Firsts        | Victoire | 16-17 | 10750       | Brisbane    | [ 13 ]  |
| 7 juillet 1951  | Toowoomba              | Victoire | 17-20 | 10939       | Toowoomba   | [ 14 ]  |
| 11 juillet 1951 | North Coast            | Victoire | 9-33  | 8710        | Lismore     | [ 15 ]  |
| 14 juillet 1951 | New South Wales Firsts | Égalité  | 14-14 | 45579       | Sydney      | [ 16 ]  |
| 15 juillet 1951 | Southern Division      | Victoire | 13-24 | 11334       | Wollongong  | [ 17 ]  |
| 21 juillet 1951 | Australie              | Victoire | 14-35 | 67009       | Sydney      | [ 18 ]  |
| 15 août 1951    | Nouvelle-Galles du Sud | Défaite  | 29-11 | 29304       | Sydney      | [ 19 ]  |
| 18 août 1951    | XIII Australien        | Victoire | 17-34 | 4,460       | Melbourne   | [ 20 ]  |
| 24 août 1951    | Australie Occidentale  | Victoire | 23-70 | 4500        | Perth       | [ 21 ]  |

| Date            | Adversaire       | Résultat | Score | Spectateurs | Lieu         | Rapoort |
| --------------- | ---------------- | -------- | ----- | ----------- | ------------ | ------- |
| 25 juillet 1951 | West Coast       | Victoire | 2-5   | 3667        | Greymouth    | [ 22 ]  |
| 28 juillet 1951 | Canterbury       | Victoire | 7-13  | 6990        | Chistchurch  | [ 23 ]  |
| 30 juillet 1951 | Wellington       | Victoire | 13-26 | 8602        | Wellington   | [ 24 ]  |
| 4 août 1951     | Nouvelle-Zélande | Défaite  | 16-15 | 19229       | Auckland     | [ 25 ]  |
| 6 août 1951     | Auckland         | Victoire | 10-15 | 20414       | Auckland     | [ 26 ]  |
| 9 août 1951     | South Auckland   | Victoire | 7-25  | 7480        | Hamilton     | [ 27 ]  |
| 11 août 1951    | Taranaki         | Victoire | 7-23  | 6473        | New Plymouth | [ 28 ]  |

Bilan : 21 victoires, 3 matchs nuls, 4 défaites. 662 points pour 405 points contre.

## Résultats des test-matchs
Le tableau suivant récapitule les résultats de l'équipe de France contre les équipes nationales.
| No | Date            | Lieu                                | Match                     | Score   | Compétition |
| -- | --------------- | ----------------------------------- | ------------------------- | ------- | ----------- |
| 1  | 11 juin 1951    | Sydney Cricket Ground - Australie   | Australie – France        | 15 – 26 | test match  |
| 2  | 30 juin 1951    | Brisbane Cricket Ground - Australie | Australie – France        | 23 – 11 | test match  |
| 3  | 21 juillet 1951 | Sydney Cricket Ground - Australie   | Australie – France        | 14 – 35 | test match  |
| 4  | 4 août 1951     | Carlaw Park - Nouvelle-Zélande      | Nouvelle-Zélande – France | 16 – 15 | test match  |

## Groupe de la tournée
| Joueur               | Date de naissance | Club                    |
| -------------------- | ----------------- | ----------------------- |
| Maurice André        | 3 décembre 1921   | R.C. Marseille          |
| Puig-Aubert          | 24 mars 1925      | A.S. Carcassonne        |
| Jacques Merquey      | 26 septembre 1929 | R.C. Marseille          |
| Gaston Comes         | 1er avril 1923    | XIII Catalan            |
| Robert Caillou       | 29 avril 1918     | Toulouse olympique XIII |
| Joseph Crespo        | 1er janvier 1925  | Lyon XIII               |
| Odé Lespès           | 11 mars 1924      | Bordeaux XIII           |
| Raymond Contrastin   | 5 avril 1925      | Bordeaux XIII           |
| Vincent Cantoni      | 10 mars 1927      | Toulouse olympique XIII |
| Charles Galaup       | 17 avril 1929     | R.C. Albi               |
| Maurice Bellan       | 7 juillet 1921    | Lyon XIII               |
| René Duffort         | 20 mars 1923      | Lyon XIII               |
| Jean Dop             | 1er mai 1924      | R.C. Marseille          |
| Raoul Pérez          | 10 janvier 1923   | Toulon XIII             |
| Gaston Calixte       | 8 janvier 1923    | U.S. Villeneuve         |
| Gabriel Genoud       | 19 janvier 1923   | U.S. Villeneuve         |
| Jean Audoubert       | 7 avril 1924      | Lyon XIII               |
| Élie Brousse         | 28 août 1921      | Lyon XIII               |
| François Montrucolis | 11 avril 1925     | Lyon XIII               |
| Guy Delaye           | 4 octobre 1929    | R.C. Marseille          |
| François Rinaldi     | 1er janvier 1924  | R.C. Marseille          |
| André Béraud         | 11 novembre 1922  | R.C. Marseille          |
| Michel Lopez         | 3 décembre 1920   | S.U. Cavaillon          |
| Paul Bartoletti      | 25 janvier 1926   | Bordeaux XIII           |
| Édouard Ponsinet     | 18 novembre 1923  | A.S. Carcassonne        |
| Louis Mazon          | 7 juillet 1921    | A.S. Carcassonne        |
| Martin Martin        | 10 janvier 1923   | A.S. Carcassonne        |